# Brückengasse 10 (Limburg an der Lahn)

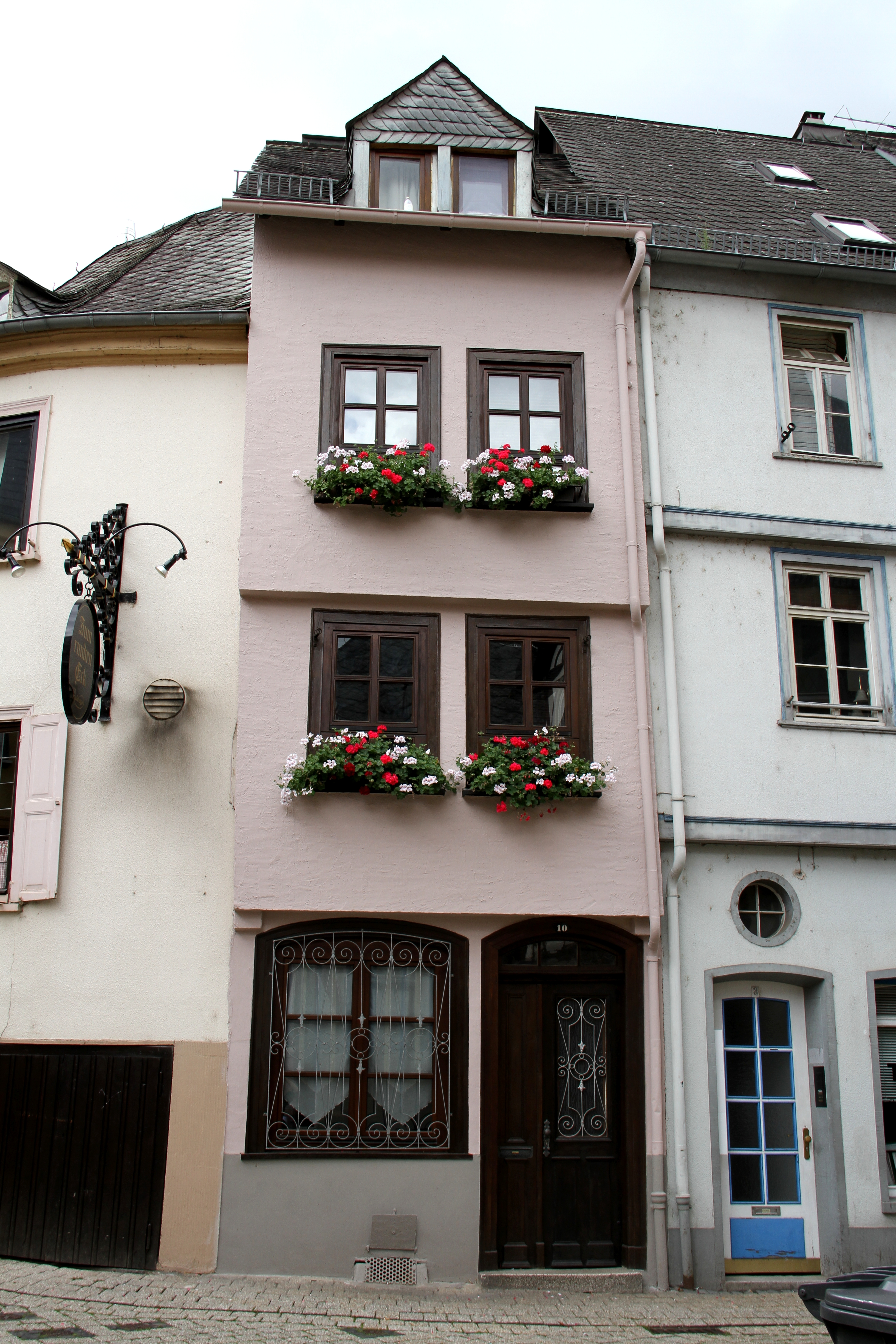
Haus Brückengasse 10 (2011)

Das Haus Brückengasse 10 ist ein denkmalgeschütztes verputztes Fachwerkhaus in der mittelhessischen Stadt Limburg an der Lahn.
Erbaut wurde das traufständige Gebäude in den Jahren 1682/83 auf dem Kellergewölbe des 1681 niedergelegten Vorgängerbaus. Bauherr war der Schneider Jakob Unckelbach. Kurz nach der Fertigstellung kam es 1684 zum Streit mit dem Besitzer des damaligen benachbarten Hauses Brückengasse 12 über die Größe eines der Fenster. Ab 1758 war das Haus Eigentum des Bau- und Werkmeisters Johann Martin Ulrich. Für 1808 ist der Kauf durch den Schreinermeister Johann Babel, 1866 der Erwerb durch den Schlosser Adolph Naumann nachgewiesen. Bereits im 18. oder 19. Jahrhundert wurde die Fassade neu gestaltet, um 1900 wurde im Erdgeschoss ein Laden eingebaut.
Als sozialgeschichtlich interessantes „bescheidenes Handwerker- und Geschäftshaus des späteren 17. Jahrhunderts“ ist das Haus als Kulturdenkmal geschützt und ist als solches – ebenso wie die Nachbarhäuser – Bestandteil der Gesamtanlage Altstadt und Frankfurter Vorstadt.